# Noriyuki Iwadare
Noriyuki Iwadare (岩垂徳行?, Iwadare Noriyuki; Matsumoto, 28 aprile 1964) è un compositore giapponese.
Autore della colonna sonora dei videogiochi Grandia e Phoenix Wright: Ace Attorney - Trials and Tribulations, ha inoltre collaborato con Masahiro Sakurai per le musiche di Super Smash Bros. Brawl.